# Elisabeth von Orlamünde
Elisabeth von Orlamünde (* um 1265; † 1327) war Landgräfin von Thüringen und Markgräfin von Meißen.
Die älteste Tochter von Hermann III. von Weimar-Orlamünde heiratete in erster Ehe Hartmann von Lobdeburg-Arnshaugk († 20. Februar 1289). Aus dieser Verbindung stammt die Tochter Elisabeth von Lobdeburg-Arnshaugk. Ihre 1290 als „reiche Witwe“ geschlossene zweite Ehe mit Landgraf Albrecht „dem Entarteten“ († 20. November 1315) blieb kinderlos. Sie bewirkte die Aussöhnung in der zeitweise kriegerisch ausgefochtenen Auseinandersetzung zwischen Albrecht und seinem Sohn aus erster Ehe Friedrich.